# Antonio Basagoiti Arteta
Antonio Basagoiti Arteta (Guecho, Vizcaya, 22 de octubre de 1848-Madrid, 8 de mayo de 1933) fue un empresario y banquero español. 

## Biografía
Estudió profesorado mercantil en la Escuela de Comercio de Cádiz. Emigró a México donde hizo fortuna en negocios variados como el textil, cuero, agrario, ferroviario, siderúrgico y financiero. En 1900 repatrió su fortuna a España y constituyó el Banco Hispano Americano. Fue presidente del banco desde 1901 hasta 1933. Su hijo Juan Antonio Basagoiti Ruiz también sería presidente del banco entre 1961 y 1968. Falleció en Madrid el 8 de mayo de 1933, siendo enterrado en la iglesia de la Santísima Trinidad de Algorta.